# Sowia Górka (Rudawy Janowickie)
Sowia Górka (niem. Eulen Hügel, 558 m n.p.m.) – szczyt w południowo-zachodniej Polsce, w Sudetach Zachodnich, w Rudawach Janowickich.

## Położenie i opis
Sowia Górka leży w bocznym ramieniu, odchodzącym od masywu Wielkiej Kopy ku północnemu wschodowi, a dokładniej od Mnichów, pomiędzy dolinami Mienicy i Sierniawy. W ramieniu tym, na północ od Sowiej Górki znajdują się Owcza Góra, Ostra i Marciszówek nad Bobrem w Marciszowie.

## Budowa geologiczna
Masyw Sowia Górka zbudowany jest ze skał metamorficznych wschodniej osłony granitu karkonoskiego – łupków serycytowo-chlorytowo-kwarcowych, łupków kwarcowo-albitowo-chlorytowe, amfibolitów i łupków amfibolitowych powstałych w dolnym paleozoiku.

## Roślinność
Wzniesienie prawie w całości porośnięte lasami. Partie północno-wschodnich zboczy pokrywają łąki i pastwiska.

## Ochrona przyrody
Wzniesienie położone jest na obszarze Rudawskiego Parku Krajobrazowego.